# Шалдово (Костромская область)
Шалдово — деревня в Антроповском муниципальном районе Костромской области. Входит в состав Котельниковского сельского поселения

## География
Находится в центральной части Костромской области на расстоянии приблизительно 31 км на юг по прямой от поселка Антропово, административного центра района на правом берегу реки Шача.

## История
В XIX — начале XX века деревня входила в состав Макарьевского уезда Костромской губернии. В 1872 году здесь был учтен 21 двор, в 1907 году —27.

## Население
Постоянное население составляло 96 человек (1872 год), 156 (1897), 205 (1907), 10 в 2002 году (русские 100 %), 1 в 2022.